# Tambakan (Jogonalan)
Tambakan is een bestuurslaag in het regentschap Klaten van de provincie Midden-Java, Indonesië. Tambakan telt 3504 inwoners (volkstelling 2010).